# Cleo King
Cleo King, född 21 augusti 1960 i Saint Louis, Missouri, är en amerikansk skådespelare.

## Filmografi (urval)
- 2003 - Dogville
- 2003 - The Life of David Gale
- 2003 - National Security
- 2010–2014 – Mike & Molly (TV-serie)

## Fotnoter
1. ↑  Internet Movie Database, IMDb-ID: nm0454598co0047972, läst: 22 juli 2016.[källa från Wikidata]